# Javier Saviola
Javier Pedro Saviola Fernández (Buenos Aires, 11 dicembre 1981) è un allenatore di calcio, ex giocatore di calcio a 5 ed ex calciatore argentino, di ruolo attaccante.
Soprannominato El conejo (in italiano, "Il coniglio"), nel 2001 in seguito al suo passaggio al Barça la stampa lo ribattezza El pibito, in riferimento al Pibe. Nel marzo del 2004, Pelé lo ha anche inserito nella FIFA 100, la lista dei 125 migliori calciatori viventi, redatta in occasione del Centenario della FIFA. Essendo stato eletto a 23 anni non ancora compiuti, figura all'interno della lista come il più giovane calciatore in assoluto.
Nell'arco della sua carriera, vestì tra le altre le maglie di River Plate, Barcellona, Siviglia, Real Madrid e Benfica, vincendo a livello internazionale una Coppa UEFA con il club andaluso e una Copa Libertadores, una Copa Sudamericana e due Recopa Sudamericana con il club argentino.

## Caratteristiche tecniche
Centrocampista offensivo, fantasista, o attaccante,  è stato un calciatore prolifico, di talento, con un ottimo dribbling, molto veloce e rapido.

## Carriera

### Calcio

#### Club
All'età di 9 anni, Adolfo Pedernera lo nota in un campo di calcio e ne caldeggia l'acquisto ai dirigenti del River Plate. Entra nelle giovanili del club nel 1990, ma nella capitale argentina deve anche continuare a studiare per poter giocare a calcio. Il 18 ottobre 1998, a 16 anni, Ramón Díaz lo fa esordire in campionato.
Capocannoniere del River Plate nel torneo di apertura 1999 (15 gol in 19 incontri), a fine stagione è premiato da El Clarin come rivelazione dell'anno. e della stagione 1999 con 19 gol, lo diventa anche l'anno successivo nel 2000 con 20 reti. Nel 1999 il River lo costringe a saltare il Mondiale Under-20. Nell'agosto 2000 il Barcellona tenta una prima offerta di 22 milioni di dollari (circa 45 miliardi di lire), ma il consiglio di amministrazione del River Plate, riunitosi più volte, rifiuta l'offerta.
Nell'annata seguente, dopo essersi fatto notare ai Mondiali U-20, alla fine dei quali diviene internazionalmente noto come un fuoriclasse, e il cui cartellino vale 70 miliardi di lire, anche in seguito a una lettera aperta inviata da Saviola ai giornali nazionali, nella quale chiede di essere lasciato partire, i Blaugrana tentano una seconda offerta per la stessa cifra, che questa volta il River Plate accetta. Il 6 luglio 2001 passa al Barcellona, firmando un quinquennale, e lo stesso Diego Armando Maradona lo elegge a suo erede. Il contratto con il River sarebbe scaduto il 30 giugno 2002. Inoltre il suo trasferimento in Spagna potrebbe favorire le cure di un genitore malato. A Barcellona disputa in tre anni 105 partite, collezionando inoltre 44 centri in campionato. Con l'arrivo in panchina di allenatori come l'olandese Louis van Gaal e il suo successore Frank Rijkaard viene relegato spesso in panchina non trovando spazio come prima.
Il 30 agosto 2004 viene ceduto in prestito ai francesi del Monaco, con cui gioca in campionato 29 volte realizzando 7 reti. Il 13 agosto 2005 viene ceduto nuovamente in prestito, al Siviglia, dove colleziona 29 partite e 9 gol in campionato e con cui vinse la Coppa UEFA 2005-2006. Il 12 settembre 2005 s'infortuna al ginocchio sinistro. Nel corso degli anni il contratto con il Barcellona è prolungato fino al giugno 2007.
Nella stagione 2006-2007 torna al Barcellona e ci rimane fino al termine del suo contratto nel giugno 2007. Al termine del suo contratto con il Barça, firma un contratto quadriennale a € 2,5 milioni a stagione con il Real Madrid dove si trasferisce a parametro zero il 10 luglio. Bernd Schuster non lo fa praticamente mai giocare e Saviola chiede di essere ceduto.

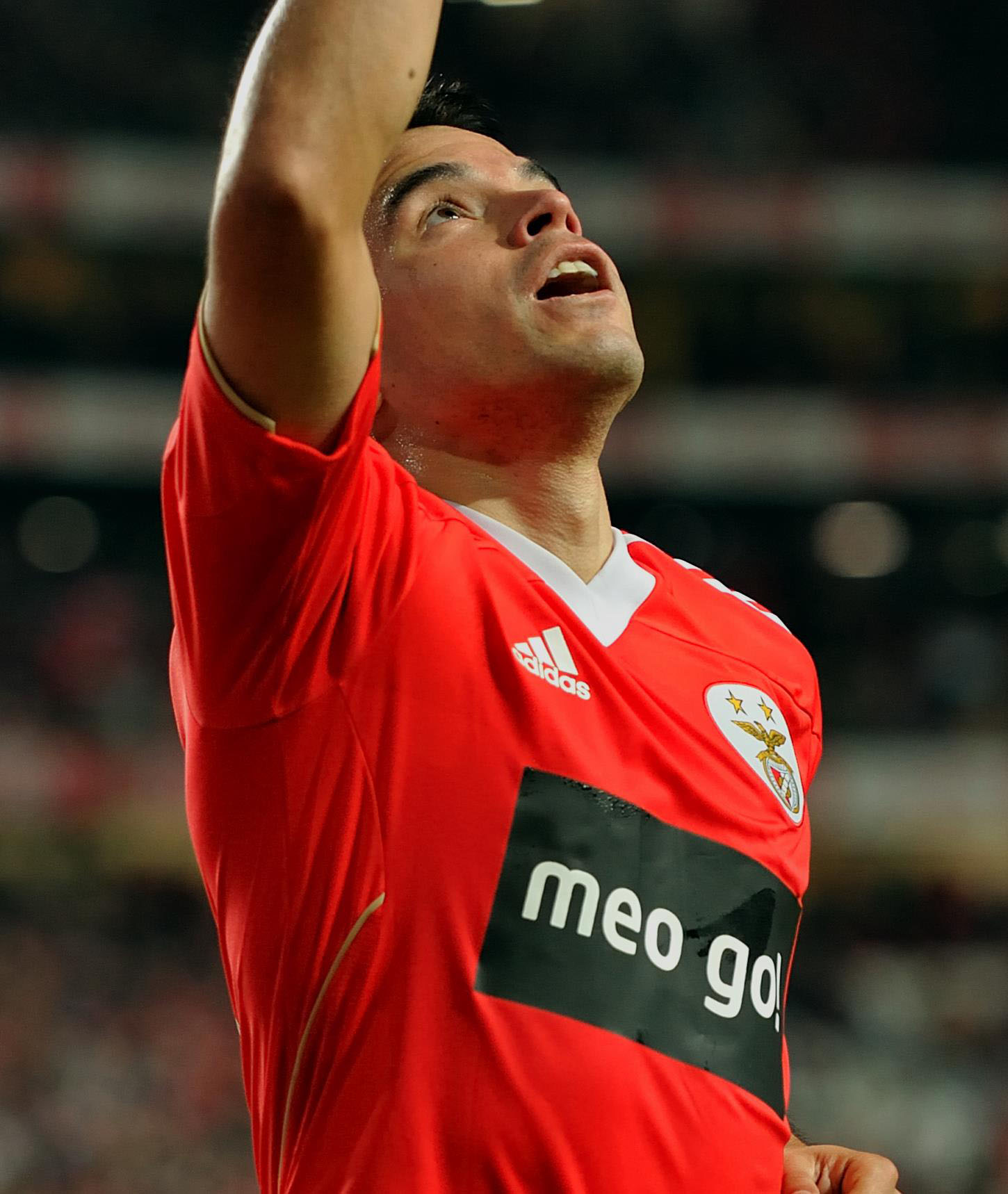
Saviola nel 2011, dopo un gol con la maglia del Benfica.

Il 26 giugno 2009 passa al Benfica in cambio di € 5 milioni e firmando un triennale da 5 milioni di euro a stagione più opzione per un altro anno. Conquista il campionato 2009-2010 e la Coppa di Lega 2009-2010. A marzo 2011 viene fermato dalla polizia portoghese, mentre era al volante della sua macchina, con un tasso di alcool superiore al limite consentito. Nonostante Saviola prolunghi il contratto fino al 30 giugno 2013, il 31 agosto 2012, dopo aver rescisso il contratto con il Benfica, passa al Málaga firmando un contratto annuale e ritornando così a giocare nuovamente nella Liga per la terza volta. Svincolatosi dal Málaga, il 25 luglio 2013 passa ai greci dell'Olympiakos.
Il 1º settembre, nell'ultimo giorno di calciomercato, firma un contratto annuale con la società italiana del Verona. Il 24 settembre fa il suo debutto nella gara interna contro il Genoa, partita terminata 2 a 2. Il 2 dicembre, durante il match di Coppa Italia contro il Perugia, segna su rigore la rete del successo per gli scaligeri che consente ai gialloblù di passare al turno successivo della competizione. Il 25 gennaio 2015 realizza il suo primo gol con la maglia dell'Hellas, segnando l'unica rete di Verona-Atalanta.
Il 1º luglio ritorna al River Plate. Il 5 agosto con i Millonarios vince la Coppa Libertadores. Il 7 gennaio 2016 decide di lasciare il club e nel successivo aprile annuncia il suo ritiro dal calcio giocato.

#### Nazionale
Nel 2001 vince con la Nazionale Under-20 argentina i Mondiali giovanili, di cui fu anche capocannoniere. Nel 1999 vince il Calciatore sudamericano dell'anno. Con la Nazionale maggiore ha collezionato 40 presenze, segnando 11 reti nel periodo che va dal 2000 al 2007. Nel 2004 conquistò la medaglia d'oro ai Giochi olimpici di Atene e viene inserito da Pelé nella lista dei FIFA 100.

### Calcio a 5
Nel febbraio del 2018 si accorda con l'Encamp, società di calcio a 5 dell'omonima cittadina andorrana dove il giocatore si è stabilito con la moglie e i due figli dopo il ritiro. Saviola contribuisce alla vittoria di due campionati andorrani consecutivi, debuttando inoltre nella Champions League.

### Dopo il ritiro
Dopo essere stato vice all’Ordino, il 26 luglio del 2022 viene annunciato come nuovo allenatore in seconda di Oscar Lopez nel Juvenil A del Barcellona.

## Statistiche
Tra club, nazionale maggiore e nazionali giovanili, Saviola globalmente ha giocato 636 match segnando 234 reti, alla media di 0,37 gol a partita.

### Presenze e reti nei club
| Stagione           | Squadra            | Campionato         | Campionato | Campionato | Coppe nazionali | Coppe nazionali | Coppe nazionali | Coppe continentali | Coppe continentali | Coppe continentali | Altre coppe | Altre coppe | Altre coppe | Totale | Totale |
| Stagione           | Squadra            | Comp               | Pres       | Reti       | Comp            | Pres            | Reti            | Comp               | Pres               | Reti               | Comp        | Pres        | Reti        | Pres   | Reti   |
| ------------------ | ------------------ | ------------------ | ---------- | ---------- | --------------- | --------------- | --------------- | ------------------ | ------------------ | ------------------ | ----------- | ----------- | ----------- | ------ | ------ |
| 1998-1999          | River Plate        | PD                 | 19         | 6          | -               | -               | -               | -                  | -                  | -                  | -           | -           | -           | 19     | 6      |
| 1999-2000          | River Plate        | PD                 | 33         | 19         | -               | -               | -               | -                  | -                  | -                  | -           | -           | -           | 33     | 19     |
| 2000-2001          | River Plate        | PD                 | 34         | 20         | -               | -               | -               | -                  | -                  | -                  | -           | -           | -           | 34     | 20     |
| 2001-2002          | Barcellona         | PD                 | 36         | 17         | CR              | 1               | 0               | UCL                | 12                 | 4                  | -           | -           | -           | 49     | 21     |
| 2002-2003          | Barcellona         | PD                 | 36         | 13         | CR              | 1               | 0               | UCL                | 14                 | 7                  | -           | -           | -           | 51     | 20     |
| 2003-2004          | Barcellona         | PD                 | 33         | 14         | CR              | 5               | 2               | CU                 | 7                  | 3                  | -           | -           | -           | 45     | 19     |
| 2004-2005          | Monaco             | L1                 | 29         | 7          | CF+CdL          | 5+1             | 6+0             | UCL                | 7                  | 4                  | -           | -           | -           | 42     | 17     |
| 2005-2006          | Siviglia           | PD                 | 29         | 9          | CR              | 0               | 0               | CU                 | 12                 | 5                  | -           | -           | -           | 41     | 14     |
| 2006-2007          | Barcellona         | PD                 | 18         | 5          | CR              | 5               | 5               | UCL                | 1                  | 0                  | SU+SS+Cmc   | 0           | 0           | 24     | 10     |
| Totale Barcellona  | Totale Barcellona  | Totale Barcellona  | 123        | 49         |                 | 12              | 7               |                    | 34                 | 14                 |             | 0           | 0           | 169    | 70     |
| 2007-2008          | Real Madrid        | PD                 | 9          | 3          | CR              | 6               | 0               | UCL                | 2                  | 0                  | SS          | 1           | 0           | 18     | 3      |
| 2008-2009          | Real Madrid        | PD                 | 8          | 1          | CR              | 2               | 1               | UCL                | 4                  | 0                  | -           | -           | -           | 14     | 2      |
| Totale Real Madrid | Totale Real Madrid | Totale Real Madrid | 17         | 4          |                 | 8               | 1               |                    | 6                  | 0                  |             | 1           | 0           | 32     | 5      |
| 2009-2010          | Benfica            | PL                 | 27         | 11         | CdP+TL          | 2+4             | 1+1             | UEL                | 11                 | 6                  | -           | -           | -           | 44     | 19     |
| 2010-2011          | Benfica            | PL                 | 24         | 9          | CdP+TL          | 6+4             | 3+1             | UCL+UEL            | 6+6                | 0+1                | SP          | 1           | 0           | 47     | 14     |
| 2011-2012          | Benfica            | PL                 | 18         | 4          | CdP+TL          | 2+5             | 1+1             | UCL                | 6                  | 0                  | -           | -           | -           | 31     | 6      |
| Totale Benfica     | Totale Benfica     | Totale Benfica     | 69         | 24         |                 | 23              | 8               |                    | 29                 | 7                  |             | 1           | 0           | 122    | 39     |
| 2012-2013          | Malaga             | PD                 | 27         | 8          | CR              | 4               | 0               | UCL                | 6                  | 1                  | -           | -           | -           | 37     | 9      |
| 2013-2014          | Olympiakos         | SL                 | 25         | 12         | CG              | 0               | 0               | UCL                | 5                  | 2                  | -           | -           | -           | 30     | 14     |
| ago.-set. 2014     | Olympiakos         | SL                 | 1          | 0          | CG              | 0               | 0               | UCL                | 0                  | 0                  | -           | -           | -           | 1      | 0      |
| Totale Olympiakos  | Totale Olympiakos  | Totale Olympiakos  | 26         | 12         |                 | 0               | 0               |                    | 5                  | 2                  |             | -           | -           | 31     | 14     |
| set. 2014-2015     | Hellas Verona      | A                  | 15         | 1          | CI              | 1               | 1               | -                  | -                  | -                  | -           | -           | -           | 16     | 2      |
| 2015               | River Plate        | PD                 | 13         | 0          | CA              | 0               | 0               | CL+CS              | 1+1                | 0+0                | CSB+CMCF    | 1+0         | 0+0         | 16     | 0      |
| Totale River Plate | Totale River Plate | Totale River Plate | 99         | 45         |                 | 0               | 0               |                    | 2                  | 0                  |             | 1           | 0           | 102    | 45     |
| Totale carriera    | Totale carriera    | Totale carriera    | 434        | 159        |                 | 54              | 23              |                    | 101                | 33                 |             | 3           | 0           | 592    | 215    |

### Cronologia presenze e reti in nazionale
| Cronologia completa delle presenze e delle reti in nazionale ― Argentina | Cronologia completa delle presenze e delle reti in nazionale ― Argentina | Cronologia completa delle presenze e delle reti in nazionale ― Argentina | Cronologia completa delle presenze e delle reti in nazionale ― Argentina | Cronologia completa delle presenze e delle reti in nazionale ― Argentina | Cronologia completa delle presenze e delle reti in nazionale ― Argentina | Cronologia completa delle presenze e delle reti in nazionale ― Argentina | Cronologia completa delle presenze e delle reti in nazionale ― Argentina |
| Data                                                                     | Città                                                                    | In casa                                                                  | Risultato                                                                | Ospiti                                                                   | Competizione                                                             | Reti                                                                     | Note                                                                     |
| ------------------------------------------------------------------------ | ------------------------------------------------------------------------ | ------------------------------------------------------------------------ | ------------------------------------------------------------------------ | ------------------------------------------------------------------------ | ------------------------------------------------------------------------ | ------------------------------------------------------------------------ | ------------------------------------------------------------------------ |
| 16-8-2000                                                                | Buenos Aires                                                             | Argentina                                                                | 1 – 1                                                                    | Paraguay                                                                 | Qual. Mondiali 2002                                                      | -                                                                        | 75’                                                                      |
| 13-2-2002                                                                | Cardiff                                                                  | Galles                                                                   | 1 – 1                                                                    | Argentina                                                                | Amichevole                                                               | -                                                                        | 73’                                                                      |
| 17-4-2002                                                                | Stoccarda                                                                | Germania                                                                 | 0 – 1                                                                    | Argentina                                                                | Amichevole                                                               | -                                                                        | 77’                                                                      |
| 20-11-2002                                                               | Saitama                                                                  | Giappone                                                                 | 0 – 2                                                                    | Argentina                                                                | Amichevole                                                               | -                                                                        | 73’                                                                      |
| 12-2-2003                                                                | Amsterdam                                                                | Paesi Bassi                                                              | 1 – 0                                                                    | Argentina                                                                | Amichevole                                                               | -                                                                        | 59’                                                                      |
| 30-4-2003                                                                | Tripoli                                                                  | Libia                                                                    | 1 – 3                                                                    | Argentina                                                                | Amichevole                                                               | 1                                                                        | 71’                                                                      |
| 8-6-2003                                                                 | Osaka                                                                    | Giappone                                                                 | 1 – 4                                                                    | Argentina                                                                | Kirin Cup 2003                                                           | 1                                                                        | 72’                                                                      |
| 11-6-2003                                                                | Seul                                                                     | Corea del Sud                                                            | 0 – 1                                                                    | Argentina                                                                | Amichevole                                                               | 1                                                                        | 85’                                                                      |
| 20-8-2003                                                                | Firenze                                                                  | Argentina                                                                | 3 – 2                                                                    | Uruguay                                                                  | Amichevole                                                               | -                                                                        | 64’                                                                      |
| 6-9-2003                                                                 | Buenos Aires                                                             | Argentina                                                                | 2 – 2                                                                    | Cile                                                                     | Qual. Mondiali 2006                                                      | -                                                                        | 71’ 75’                                                                  |
| 15-11-2003                                                               | Buenos Aires                                                             | Argentina                                                                | 3 – 0                                                                    | Bolivia                                                                  | Qual. Mondiali 2006                                                      | -                                                                        | 80’                                                                      |
| 19-11-2003                                                               | Barranquilla                                                             | Colombia                                                                 | 1 – 1                                                                    | Argentina                                                                | Qual. Mondiali 2006                                                      | -                                                                        | 71’                                                                      |
| 2-6-2004                                                                 | Belo Horizonte                                                           | Brasile                                                                  | 3 – 1                                                                    | Argentina                                                                | Qual. Mondiali 2006                                                      | -                                                                        | 61’                                                                      |
| 6-6-2004                                                                 | Buenos Aires                                                             | Argentina                                                                | 0 – 0                                                                    | Paraguay                                                                 | Qual. Mondiali 2006                                                      | -                                                                        |                                                                          |
| 27-6-2004                                                                | Miami                                                                    | Argentina                                                                | 0 – 2                                                                    | Colombia                                                                 | Amichevole                                                               | -                                                                        |                                                                          |
| 30-6-2004                                                                | East Rutherford                                                          | Argentina                                                                | 2 – 1                                                                    | Perù                                                                     | Amichevole                                                               | 1                                                                        | 86’                                                                      |
| 7-7-2004                                                                 | Chiclayo                                                                 | Argentina                                                                | 6 – 1                                                                    | Ecuador                                                                  | Coppa America 2004 - 1º turno                                            | 3                                                                        | 83’                                                                      |
| 10-7-2004                                                                | Chiclayo                                                                 | Argentina                                                                | 0 – 1                                                                    | Messico                                                                  | Coppa America 2004 - 1º turno                                            | -                                                                        |                                                                          |
| 13-7-2004                                                                | Piura                                                                    | Argentina                                                                | 4 – 2                                                                    | Uruguay                                                                  | Coppa America 2004 - 1º turno                                            | -                                                                        | 79’                                                                      |
| 9-10-2004                                                                | Buenos Aires                                                             | Argentina                                                                | 4 – 2                                                                    | Uruguay                                                                  | Qual. Mondiali 2006                                                      | -                                                                        |                                                                          |
| 13-10-2004                                                               | Santiago del Cile                                                        | Cile                                                                     | 0 – 0                                                                    | Argentina                                                                | Qual. Mondiali 2006                                                      | -                                                                        | 76’                                                                      |
| 17-11-2004                                                               | Buenos Aires                                                             | Argentina                                                                | 3 – 2                                                                    | Venezuela                                                                | Qual. Mondiali 2006                                                      | 1                                                                        | 58’ 76’                                                                  |
| 9-2-2005                                                                 | Düsseldorf                                                               | Germania                                                                 | 2 – 2                                                                    | Argentina                                                                | Amichevole                                                               | -                                                                        |                                                                          |
| 30-3-2005                                                                | Buenos Aires                                                             | Argentina                                                                | 1 – 0                                                                    | Colombia                                                                 | Qual. Mondiali 2006                                                      | -                                                                        | 79’                                                                      |
| 8-6-2005                                                                 | Buenos Aires                                                             | Argentina                                                                | 3 – 1                                                                    | Brasile                                                                  | Qual. Mondiali 2006                                                      | -                                                                        | 82’                                                                      |
| 15-6-2005                                                                | Colonia                                                                  | Argentina                                                                | 2 – 1                                                                    | Tunisia                                                                  | Conf. Cup 2005 - 1º turno                                                | 1                                                                        | 66’                                                                      |
| 18-6-2005                                                                | Norimberga                                                               | Australia                                                                | 2 – 4                                                                    | Argentina                                                                | Conf. Cup 2005 - 1º turno                                                | -                                                                        | 73’                                                                      |
| 26-6-2005                                                                | Hannover                                                                 | Messico                                                                  | 1 – 1 dts (5 – 6 dtr)                                                    | Argentina                                                                | Conf. Cup 2005 - Semifinale                                              | -                                                                        | 90’                                                                      |
| 12-11-2005                                                               | Ginevra                                                                  | Argentina                                                                | 2 – 3                                                                    | Inghilterra                                                              | Amichevole                                                               | -                                                                        | 70’                                                                      |
| 16-11-2005                                                               | Doha                                                                     | Qatar                                                                    | 0 – 3                                                                    | Argentina                                                                | Amichevole                                                               | -                                                                        | 60’                                                                      |
| 30-5-2006                                                                | Salerno                                                                  | Argentina                                                                | 2 – 0                                                                    | Angola                                                                   | Amichevole                                                               | -                                                                        | 63’                                                                      |
| 10-6-2006                                                                | Amburgo                                                                  | Argentina                                                                | 2 – 1                                                                    | Costa d'Avorio                                                           | Mondiali 2006 - 1º turno                                                 | 1                                                                        | 41’ 76’                                                                  |
| 16-6-2006                                                                | Gelsenkirchen                                                            | Argentina                                                                | 6 – 0                                                                    | Serbia e Montenegro                                                      | Mondiali 2006 - 1º turno                                                 | -                                                                        | 59’                                                                      |
| 24-6-2006                                                                | Lipsia                                                                   | Argentina                                                                | 2 – 1 dts                                                                | Messico                                                                  | Mondiali 2006 - Ottavi di finale                                         | -                                                                        | 84’                                                                      |
| 11-10-2006                                                               | Murcia                                                                   | Spagna                                                                   | 2 – 1                                                                    | Argentina                                                                | Amichevole                                                               | -                                                                        | 62’                                                                      |
| 7-2-2007                                                                 | Parigi                                                                   | Francia                                                                  | 0 – 1                                                                    | Argentina                                                                | Amichevole                                                               | 1                                                                        | 84’                                                                      |
| 2-6-2007                                                                 | Basilea                                                                  | Svizzera                                                                 | 1 – 1                                                                    | Argentina                                                                | Amichevole                                                               | -                                                                        | 89’                                                                      |
| 22-8-2007                                                                | Oslo                                                                     | Norvegia                                                                 | 2 – 1                                                                    | Argentina                                                                | Amichevole                                                               | -                                                                        | 46’                                                                      |
| 11-9-2007                                                                | Melbourne                                                                | Australia                                                                | 0 – 1                                                                    | Argentina                                                                | Amichevole                                                               | -                                                                        | 85’                                                                      |
| 13-10-2007                                                               | Buenos Aires                                                             | Argentina                                                                | 2 – 0                                                                    | Cile                                                                     | Qual. Mondiali 2010                                                      | -                                                                        | 84’                                                                      |
| Totale                                                                   |                                                                          | Presenze                                                                 | 40                                                                       |                                                                          | Reti                                                                     | 11                                                                       |                                                                          |

## Palmarès

### Club

#### Competizioni nazionali
- Campionato argentino: 2

River Plate: Apertura 1999, Clausura 2000
- Campionato spagnolo: 1

Real Madrid: 2007-2008
- Supercoppa di Spagna: 1

Real Madrid: 2008
- Coppa di Lega portoghese: 3

Benfica: 2009-2010, 2010-2011, 2011-2012
- Campionato portoghese: 1

Benfica: 2009-2010
- Campionato greco: 1

Olympiakos: 2013-2014
- Coppa d'Argentina: 1

River Plate: 2015-2016

#### Competizioni internazionali
- Coppa UEFA: 1

Siviglia: 2005-2006
- Copa Libertadores: 1

River Plate: 2015
- Copa Suruga Bank: 1

River Plate: 2015
- Recopa Sudamericana: 2

River Plate: 2015, 2016

### Nazionale
- Campionato mondiale Under-20: 1

2001
- Oro olimpico: 1

Atene 2004

### Individuale
- Capocannoniere del campionato argentino: 1

Apertura 1999 (15 gol)
- Equipo Ideal de América: 1

1999
- Calciatore argentino dell'anno: 1

1999
- Calciatore sudamericano dell'anno: 1

1999
- Scarpa d'oro del campionato del mondo Under-20: 1

Argentina 2001 (11 gol)
- Pallone d'oro del Mondiale Under-20: 1

Argentina 2001
- Incluso nel FIFA 100 (2004)